# 菅沼守人
菅沼 守人（すがぬま もりと、1942年（昭和17年）7月27日 - ）は日本の合気道家。合気道（合気会）八段。NPO法人合気道祥平塾（福岡市）理事長・道場長。全日本合気道連盟理事。国際合気道連盟高等委員。合気道創始者植芝盛平最晩年の内弟子の一人。

## 略歴
福島県猪苗代町（旧千里村）の専業農家に生まれる。父親は大東亜戦争に出征し、昭和21年日本帰国前に病没した。福島県立会津高校時代棒高跳び選手として地方大会で活躍、順天堂大学体育学部に入学しオリンピック出場を目指すも、猛練習が祟り肝炎を発症し断念、大学を中退し帰郷するが、体育教師を目指し1963年（昭和38年）亜細亜大学に入学、同時に合気道部に入部し田村信喜に指導を受ける。
大学卒業後の1967年（昭和42年）、合気会本部道場（東京）に入門、植芝盛平が死去するまでの2年間、最晩年の内弟子の一人として側に仕える。また植芝吉祥丸、大澤喜三郎らに指導を受ける。
1970年（昭和45年）4月19日、当時合気会の勢力が少なかった九州へ普及のため合気会本部より派遣される。1977年（昭和52年）4月3日、福岡市に「合気道祥平塾」を設立。「祥平塾」の名は、植芝盛平と二代目合気道道主・吉祥丸から一字ずつ取ったもので、吉祥丸の命名による。傘下道場は九州を中心に全国に広がり、オランダ・カナダ・ノルウェー・イスラエル・中華人民共和国など日本国外にも支部を持つ。
1981年（昭和56年）曹洞宗管長（大本山總持寺第21世住持）梅田信隆に入門、禅の修業を積む。
2013年に日本武道協議会から平成24年度の武道功労章を受賞する。

## 著書・DVD

### 著書
- 『いまここをいきいきと生きる』
- 『開祖の横顔―14人の直弟子が語る合気道創始者・植芝盛平の言葉と姿』
  - インタビュー収録。第二回菅沼守人「動きに無理が無い。大先生の技を受けることができたのは幸運でした。」

### DVD
- 『菅沼守人と合気道 第1巻』BABジャパン（2008年（平成20年）11月）ISBN 4862203973
- 『菅沼守人と合気道 第2巻』BABジャパン（2008年（平成20年）11月）ISBN 4862203981